# Jüdischer Friedhof (Koloděje nad Lužnicí)

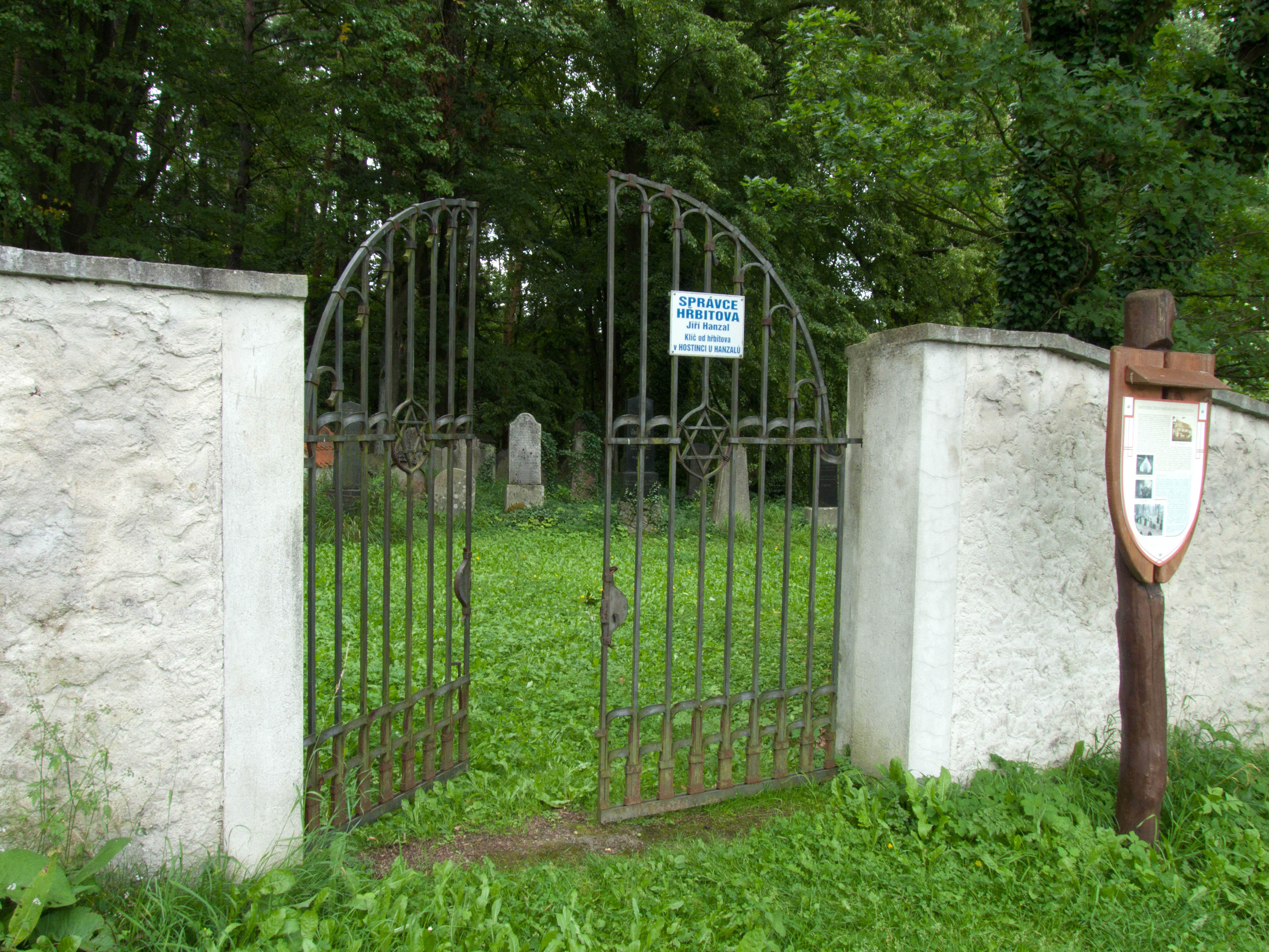
Eingang zum jüdischen Friedhof in Koloděje nad Lužnicí

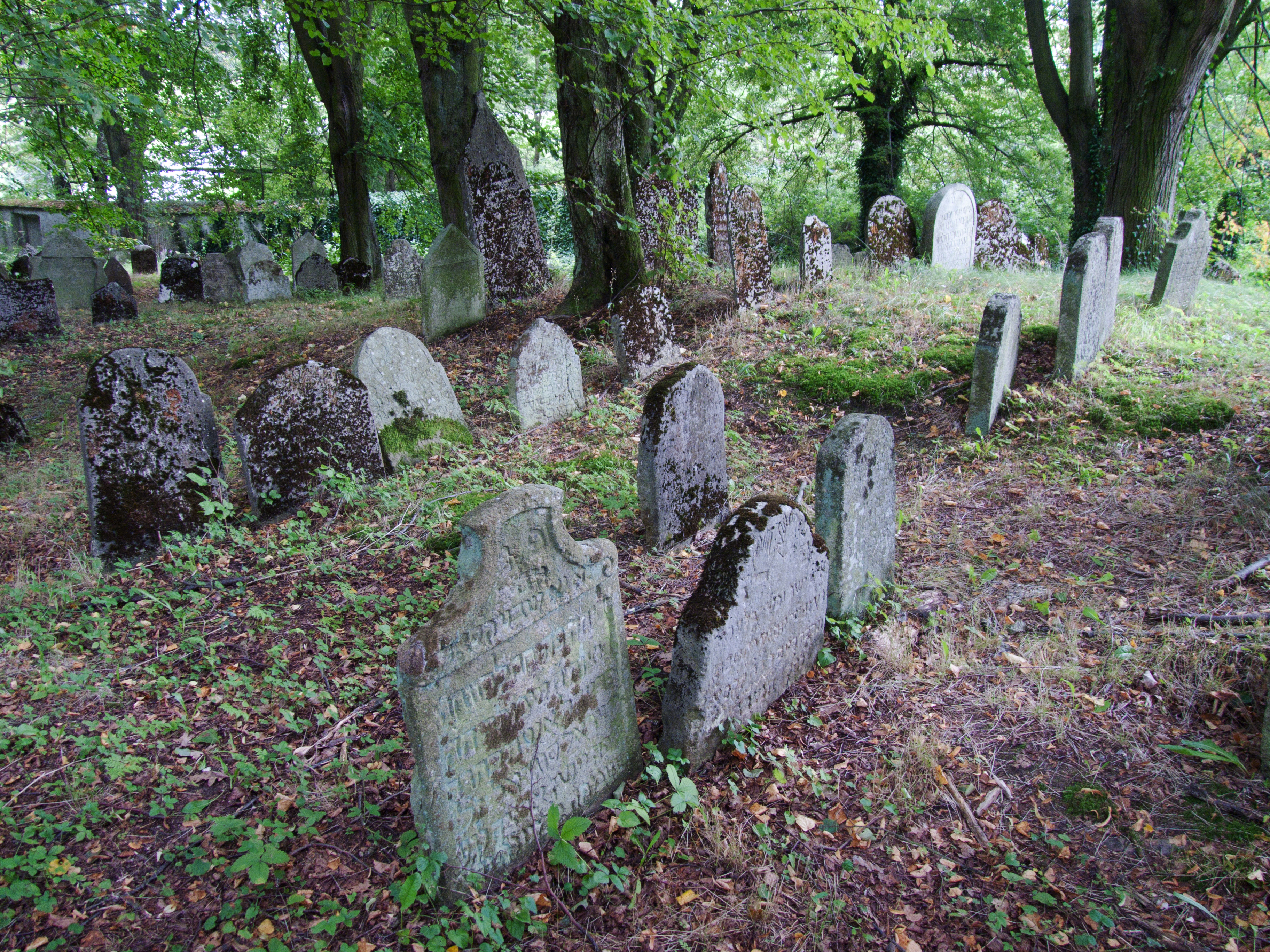
Ansicht

Der Jüdische Friedhof in Koloděje nad Lužnicí (deutsch Kaladey), einem Ortsteil der Stadt Týn nad Vltavou im Okres České Budějovice in Tschechien, wurde Ende des 17. Jahrhunderts angelegt. Bis zur Schaffung des Jüdischen Friedhofs Linz 1862 wurden hier auch zahlreiche Angehörige der Israelitischen Kultusgemeinde Linz bestattet. Der jüdische Friedhof nördlich des Dorfes ist seit 1988 ein geschütztes Kulturdenkmal.